# Megaloencefalia
La megaloencefalia o megalencefalia (dal greco antico μέγας megas, megalo, "grande" e ἐγκέφαλος enképhalos, "cervello") è un'anomalia molto rara, spesso congenita, che consiste in un cervello e un cranio insolitamente grandi (macrocefalia), in assenza di aumento della pressione intracranica. Contrariamente alla macrocefalia propriamente detta, in cui l'aumento della circonferenza della testa è attribuibile all'abnorme sviluppo delle ossa del neurocranio, le anomale dimensioni del capo in caso di megaloencefalia sono dovute ad un'eccessiva crescita del cervello.
Un allargamento che interessa uno solo dei due emisferi cerebrali è chiamato emimegaloencefalia o megaloencefalia unilaterale.

## Epidemiologia e storia
Il termine megaloencefalia fu coniato nel 1900 dal patologo inglese H. M. Fletcher; fu però con il neurologo statunitense William Erl DeMyer, nel 1972, che venne fornita una descrizione più dettagliata del quadro clinico tendenzialmente associato alla megaloencefalia.

## Eziologia
La megaloencefalia può essere idiopatica, oppure la causa può risiedere in alterazioni del metabolismo o in anomalie anatomiche. La megaloencefalia idiopatica è tendenzialmente a prognosi benigna.
La frequenza dell'anomalia non è nota, tuttavia si è osservato che il sesso maschile è più frequentemente colpito del sesso femminile, con un rapporto di 4:1. Nella maggior parte dei casi, l'ereditarietà è autosomica dominante.
Esiste anche una forma autosomica recessiva di megaloencefalia; in tal caso la mutazione responsabile dell'anomalia è a carico del gene TBC1D7, localizzato sul braccio corto del cromosoma 6, in corrispondenza del locus genico 6p24.1.

## Clinica

### Sintomi e segni
La megaloencefalia si manifesta con:
- Macrocefalia con circonferenza della testa superiore di almeno 2 cm al 98° percentile della distribuzione statistica per sesso ed età
- Crescita eccessiva della testa entro i primi 4 mesi dopo la nascita (nell'80% dei casi)
- Peso corporeo e lunghezza/altezza normali
- Intelligenza normale, funzioni neurologiche normali, nessun'altra malformazione macroscopica: in oltre il 90% dei casi
- Età di esordio prima della nascita o nel periodo neonatale

### Megaloencefalia come segno clinico di altre patologie
Un megalencefalico può essere uno dei principali segni clinici di varie sindromi, quali:
- Leucodistrofia megaloencefalica
- Sindrome di megaloencefalia-malformazioni capillari
- Sindrome MPPH (sindrome megaloencefalia-polimicrogiria-polidattilia postassiale-idrocefalo)[9]
- Sindrome megaloencefalia-cifoscoliosi grave-alta statura[10]
- Sindrome polidramnios-megaloencefalia-epilessia sintomatica (PMSE)[11]

### Diagnosi differenziale
La macrocefalia, se non è conseguenza della megaloencefalia, deve essere distinta da quest'ultima in quanto comporta un aumento della pressione intracranica, che invece non si osserva in caso di macrocefalia conseguente all'aumento delle dimensioni del cervello.

## Comorbidità
Si è osservata una forte correlazione statistica tra la megaloencefalia e altre patologie come l'autismo, l'acondroplasia, la sindrome di Beckwith-Wiedemann, la neurofibromatosi tipo 1, sclerosi tuberosa, la sindrome angio-osteoipertrofica e la sindrome del nevo epidermico.